# Закон Савченко
Закон Савченко — закон України, яким внесені зміни до Кримінального кодексу України, відповідно до яких один день попереднього ув'язнення зараховується за два дні позбавлення волі при обчисленні судом строку покарання. Ухвалення закону було ініційоване народним депутатом України VIII скликання Надією Савченко під час її перебування в ув'язненні на території Російської Федерації. Закон викликав широкий суспільний резонанс в Україні та піддавався критиці після висвітлення у ЗМІ злочинів достроково звільненими по «Закону Савченко». У 2017 році, під час чергової спроби закон було скасовано.
Хоча Надія Савченко і не є єдиним автором законопроєкту, саме з її іменем, як правило, він і пов'язується, що викликало особливу увагу до законопроєкту на етапі його прийняття. Це пояснюється тим, що Надія Савченко на той час була ув'язнена на території Російської Федерації, а згадки про неї мали широкий політичний та медійний резонанс.

## Зміст закону та мотиви його ухвалення
5 листопада 2015 року народні депутати України Надія Савченко (яка на той час перебувала у слідчому ізоляторі на території Російської Федерації), Андрій Кожем'якін, Іван Крулько, Микола Паламарчук, Леонід Ємець та Олег Осуховський зареєстрували у Верховній Раді України законопроєкт № 3413 Про внесення змін до Кримінального кодексу України (щодо удосконалення порядку зарахування судом строку попереднього ув'язнення у строк покарання).

Авторський колектив законопроєкту
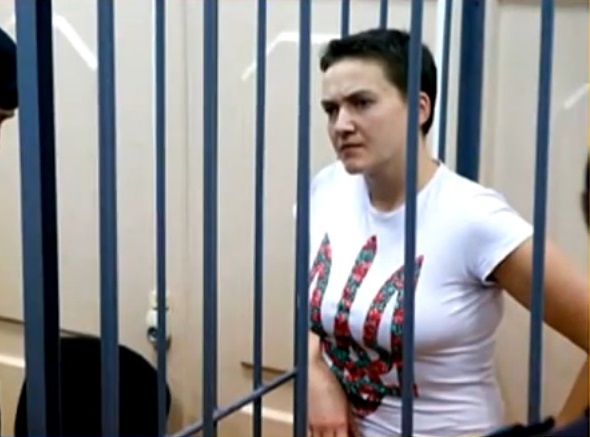
Надія Савченко
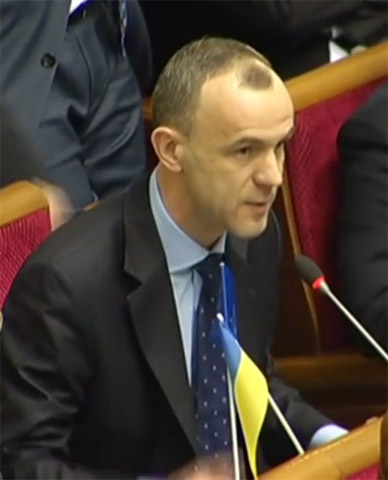
Андрій Кожем'якін
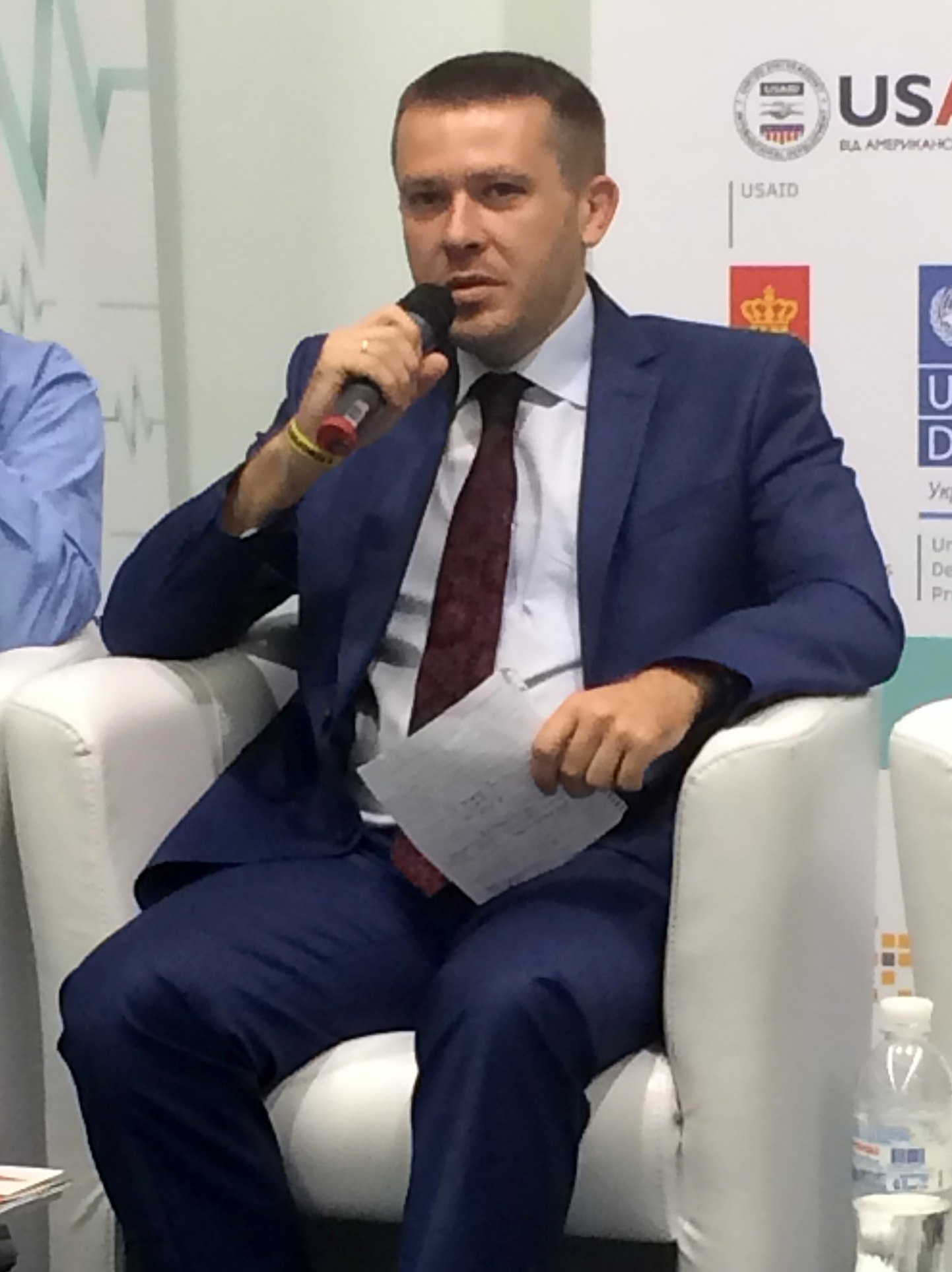
Іван Крулько
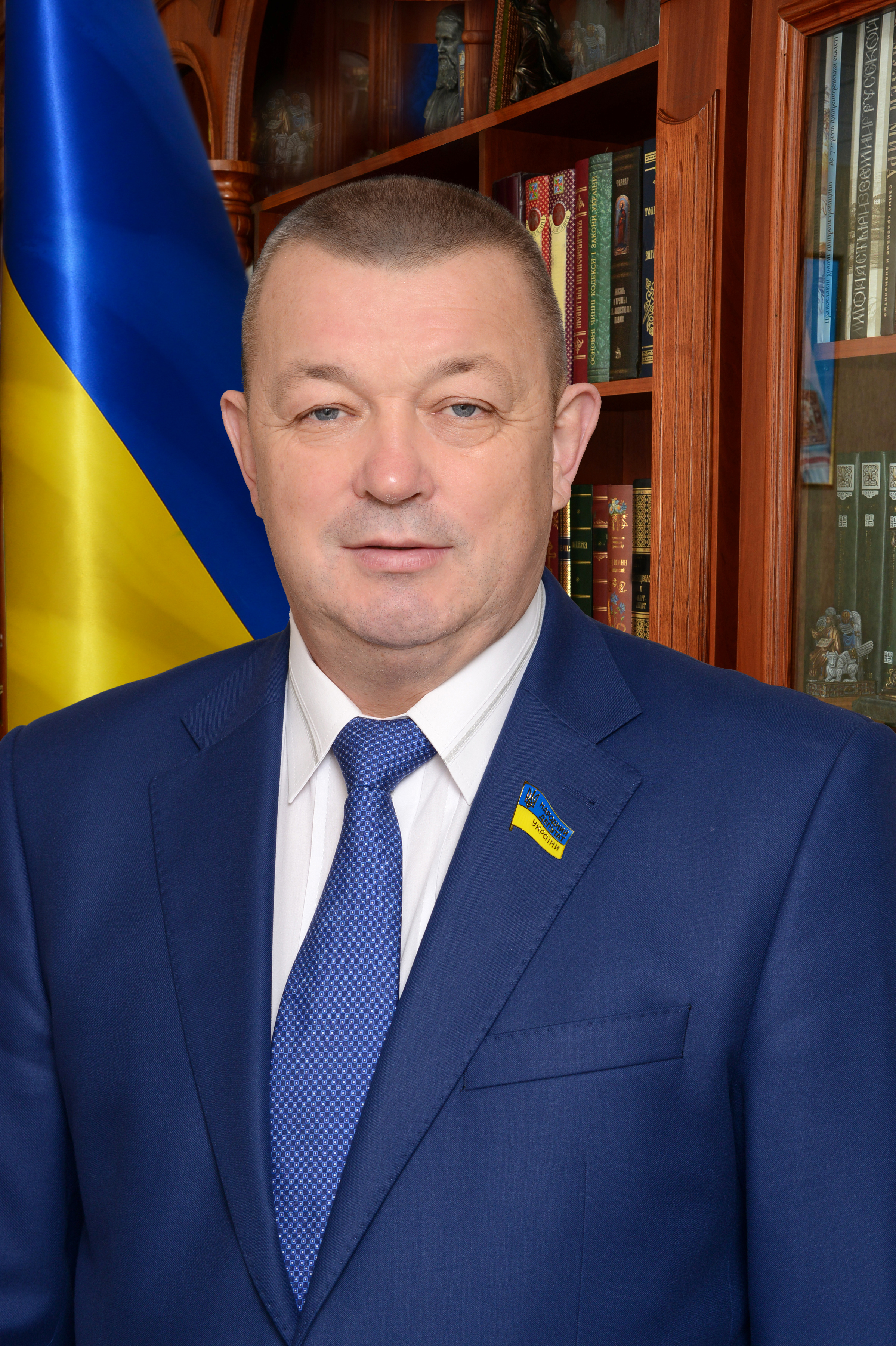
Микола Паламарчук
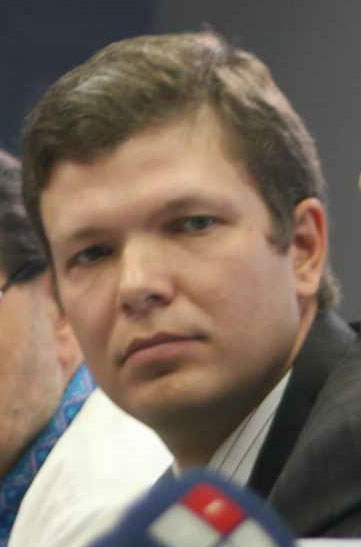
Леонід Ємець
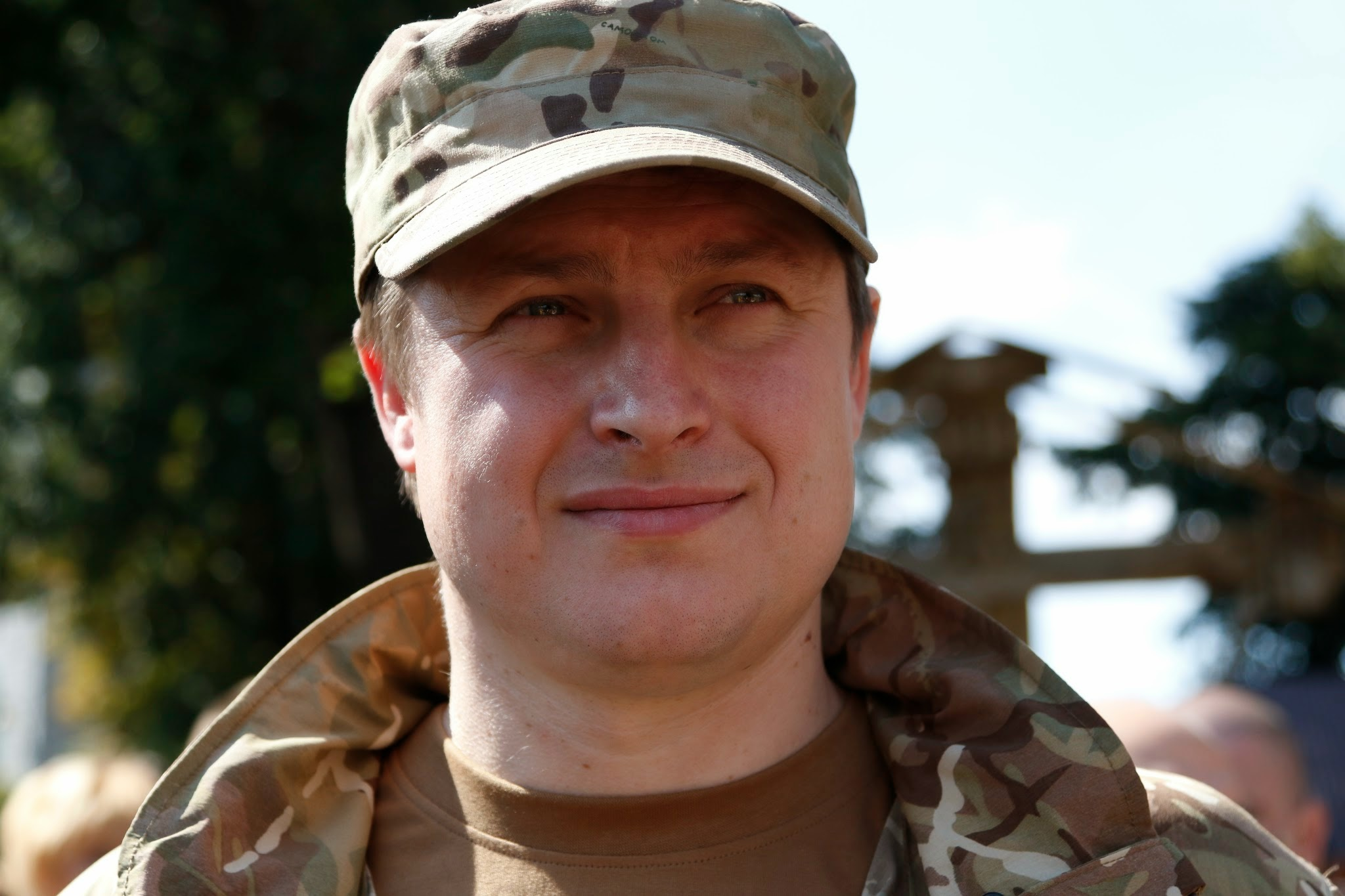
Олег Осуховський

Законодавчі зміни, запропоновані народними депутатами, які згодом були підтримані парламентом та погоджені Президентом України, змінювали ч. 5 ст. 75 Кримінального кодексу України, яка визначає порядок зарахування реченця тримання під вартою до винесення судового вироку до строку відбування покарання. До ухвалення цього закону цей строк зараховувався як один день тримання під вартою до одного дня відбування покарання у вигляді позбавлення волі. Згідно зі змінами, які передбачає цей законодавчий акт, один день тримання під вартою зараховується як два дні позбавлення волі.
| Редакція ч. 5 ст. 72 ККУ до змін | Редакція ч. 5 ст. 72 ККУ після змін |
| --- | --- |
| Попереднє ув'язнення зараховується судом у строк покарання у разі засудження до позбавлення волі день за день або за правилами, передбаченими у частині першій цієї статті. При призначенні покарань, не зазначених в частині першій цієї статті, суд, враховуючи попереднє ув'язнення, може пом'якшити покарання або повністю звільнити засудженого від його відбування. | Зарахування судом строку попереднього ув'язнення у разі засудження до позбавлення волі в межах того ж кримінального провадження, в межах якого до особи було застосовано попереднє ув'язнення, провадиться з розрахунку один день попереднього ув'язнення за два дні позбавлення волі. У випадку призначення судом іншого покарання, аніж позбавлення волі, зарахування строку попереднього ув'язнення в межах того ж кримінального провадження здійснюється у наступному порядку: 1. строк попереднього ув'язнення переводиться у строк позбавлення волі відповідно до визначеного абзацом першим цієї частини статті співвідношення; 2. визначений відповідно до підпункту першого цього абзацу строк позбавлення волі переводиться у інший призначений вид покарання відповідно до співвідношення, визначеного частиною першою цієї статті. При призначенні основного покарання, не зазначеного в частині першій цієї статті, суд зобов'язаний повністю звільнити засудженого від відбування такого основного покарання. У строк попереднього ув'язнення включається строк: 1. затримання особи без ухвали слідчого судді, суду; 2. затримання особи на підставі ухвали слідчого судді, суду про дозвіл на затримання; 3. тримання особи під вартою як запобіжний захід, обраний суддею, судом як на стадії досудового розслідування, так і під час судового розгляду кримінального провадження; 4. перебування обвинуваченого у відповідному стаціонарному медичному закладі при проведенні судово-медичної або судово-психіатричної експертизи; 5. перебування особи, що відбуває покарання, в установах попереднього ув'язнення для проведення слідчих дій або участі у судовому розгляді кримінального провадження. Суд повинен звільнити засудженого від відбування покарання, якщо строк попереднього ув'язнення, відбутий засудженим в межах кримінального провадження, дорівнює або перевищує фактично призначене йому основне покарання із числа передбачених частиною першою цієї статті. У випадку, якщо до винесення вироку строк попереднього ув'язнення, відбутий особою, перевищуватиме відповідно до визначеного першим абзацом цієї частини співвідношення максимально можливий строк позбавлення волі, передбачений Особливою частиною цього кодексу для злочину (злочинів), у якому (яких) підозрюється така особа, така особа повинна бути негайно звільнена судом з-під варти як за ініціативою суду, так і за ініціативою особи, яка звільняється або її захисника (законного представника) чи прокурора. Таке звільнення допускається як на стадії судового розгляду кримінального провадження, так і на стадії досудового розслідування такого кримінального провадження. |

Як зазначається у пояснювальній записці до законопроєкту, ухвалення закону обґрунтоване необхідністю забезпечення соціальної справедливості, практичної реалізації принципу презумпції невинуватості, припинення негативної практики тривалого утримання в слідчих ізоляторах осіб на стадії досудового розслідування кримінальних проваджень. Крім того, необхідність таких змін пояснювалась необхідністю розвантажити слідчі ізолятори в Україні, що водночас покращить умови перебування там тих осіб, які не будуть звільнені після ухвалення законопроєкту.
Надія Савченко у своєму листі заявила, що, на її думку, цей законопроєкт мав би стати початком судової реформи.
|                       | Ініціюючи цей закон в Україні, я чудово розуміла: з одного боку, — це як відкрити «скриньку Пандори». Злочинний світ навряд чи захоче завтра жити чесно і навряд чи кожен шахрай захоче завтра тяжко працювати за невелику зарплату. Але я відчуваю на собі цей недобиток совкової системи покарання і знущання над людиною, а не «виправної системи», як її називають. Я зрозуміла, що вона садить більше невинних, ніж винних |
| — Лист Надії Савченко | |

Цей законопроєкт став першим у народного депутата Савченко з часу її обрання. Як заявила сестра Надії Савченко, Віра Савченко, ініціював питання ухвалення цього закону перед Савченко один із в'язнів Стрийського СІЗО, який очікував на рішення суду 8 років і 1 місяць.

### Умови тримання в слідчих ізоляторах

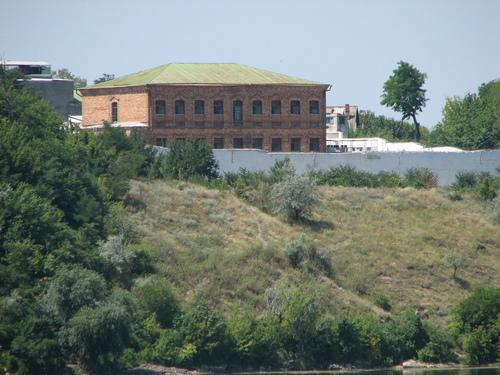
Миколаївський слідчий ізолятор

Стан слідчих ізоляторів та умови тримання у них осіб, стосовно яких відбувається слідство та суд, стали основним мотивом ухвалення цього закону. Загалом ці умови були далекі від загальноприйнятих норм утримання осіб, стосовно яких ще не винесено судове рішення. Особи, які перебувають у СІЗО, постійно перебувають у камерах у великій кількості. При цьому, подекуди на одну людину припадає площа менше ніж 2 м². Окрім того, в камері міститься туалет та стіл для вживання їжі, який одночасно є місцем для зберігання продуктів та речей. В більшості випадків у таких камерах немає достатнього місця для пересування.
Стан перебування людей в слідчих ізоляторах України неодноразово ставав предметом розгляду у Європейському суді з прав людини. Зокрема, у справі «Бєляєв та Дігтяр проти України» у 2012 році, суд визнав, що умови тримання в СІЗО були такими, що не відповідають санітарним вимогам, а також забезпечення ув'язненого житловою площею та особистими речами було неналежним. У справах «Устянцев проти України» та «Василь Іващенко проти України» суд дійшов висновку, що відбулося порушення права осіб на інформацію про стан власного здоров'я.

## Ухвалення закону
Головним комітетом при розгляді цього законопроєкту був Комітет з питань законодавчого забезпечення правоохоронної діяльності, який дав позитивний висновок стосовно цієї законодавчої ініціативи.
Головне науково-експертне управління апарату Верховної Ради України розкритикувало законопроєкт, порекомендувавши відхилити його в першому читанні. Як зазначили експерти, законопроєкт встановлює певну пільгу для осіб, які могли впливати на учасників судового процесу, ухилятись від слідства, і як наслідок яким було обрано запобіжний захід у вигляді тримання під вартою перед особами, які співпрацювали зі слідством та не чинили антисоціальної поведінки і стосовно яких був обраний м'якший запобіжний захід. Крім того зазначалось, що законопроєкт містить техніко-юридичні та фактичні помилки, а місцями виходить за межі регулювання Кримінального кодексу України.
26 листопада 2015 року відбулось голосування щодо ухвалення законопроєкту за основу та в цілому. 255 депутатів проголосувало за ухвалення законопроєкту, жоден депутат не проголосував проти та не утримався, 63 депутати не голосувало. На діаграмі нижче наведено розподіл голосів «За».
22 грудня 2015 року Президент України Петро Порошенко підписав цей законопроєкт, тим самим остаточно завершивши процедуру його ухвалення та залишивши справу за його публікацією.
23 грудня 2015 року закон був опублікований в офіційному виданні «Голос України» і на наступний день набув чинності.

## Реакція та наслідки прийняття
- Як заявила перший заступник Міністра юстиції України Наталія Севостьянова, у зв'язку з ухваленням цього закону на волю вийдуть близько 40 000 злочинців[9].
- Заступник Генерального прокурора України Олег Заліско повідомив, що після ухвалення цього закону на волю вийшло майже 6000 в'язнів, які вчинили особливо тяжкі злочини, а тому Генеральна прокуратура виступає за зміну цього закону. Крім того, за інформацією Генеральної прокуратури, особи, які були звільнені внаслідок дії цього закону, не соціалізуються та не стають на шлях виправлення. Так, наприклад, у Вінницькій області згідно з цим законом станом на 22 квітня 2016 року було звільнено 261 особу, 12 з яких вже після звільнення повторно утримуються під вартою за обвинуваченням у вчиненні нового особливо тяжкого злочину. Крім того, Генеральна прокуратура назвала цей закон «небезпечним для суспільства»[10].
- Голова Національної поліції України Хатія Деканоідзе заявила, що ухвалення «Закону Савченко» є одним із факторів, який впливає на ріст рівня злочинності в Україні на рівні з економічною ситуацією та міграцією нелегальної зброї із зони бойових дій. Крім того, за статистикою керівника поліції, з осіб, які були звільнені станом на 28 квітня 2016 року, 779 засуджені за умисні вбивства, 496 за умисні тяжкі тілесні ушкодження, 1045 за розбійні напади, 812 за грабежі, 1253 за крадіжки та 616 за незаконний обіг наркотичних речовин[11].
- 29 липня 2016 року народний депутат України, радник міністра внутрішніх справ України Антон Геращенко заявив, що у вересні 2016 року у Верховній Раді буде порушено питання про скасування цього закону[12]. Перед цим, Міністр внутрішніх справ України Арсен Аваков повідомив, що він та Міністр юстиції України Павло Петренко подали до Верховної Ради України пропозиції щодо коригування Закону Савченко в частині його застосування стосовно рецидивістів та осіб, які скоїли тяжкі злочини[13].
- 19 вересня 2016 року Прем'єр-міністр України Володимир Гройсман, перебуваючи на ефірі телеканалу ICTV, заявив, що уряд має намір ініціювати скасування або зміну Закону Савченко. Крім того, за його словами, Кабінет Міністрів має на меті виділити 330 мільйонів гривень на підвищення зарплат для співробітників карного розшуку[14].
- 21 вересня 2016 року один з авторів закону, народний депутат Андрій Кожем'якін заявив, що прийняття закону викликало погані наслідки, а сам закон був прийнятий під тиском безпрецедентних обставин, коли Надія Савченко розпочала голодування. Разом з тим, він зазначив, що критика закону не супроводжується альтернативними пропозиціями вирішення проблеми[15].

Основний автор законопроєкту, Надія Савченко, вважає свій закон «ідеальним», а для того, щоб злочинці не виходили раніше, пропонує засуджувати їх суворіше.
Станом на лютий 2017, за «законом Савченко» на волю вийшли 7700 злочинців, у тому числі тисяча вбивць.

### Позиція юристів
Закон призвів до суперечливих наслідків та опинився під критикою юристів: закон називали «непрофесійним, популістським і просто безглуздим», «загрозою для суспільства», оскільки він дозволяє «амністувати» найнебезпечніших злочинців, які об'єктивно повинні відбувати покарання.
Людмила Лебідь, юрист ЮК Jurimex, заявила, що закон містить позивні аспекти, які дозволили звільнити багатьох засуджених, що піддавались катуванням у слідчих ізоляторах. Разом з тим, вона зазначила, що розрахунок 1 дня попереднього ув'язнення за 2 дні позбавлення волі є надто узагальненим та поспішним. Ксенія Проконова, старший юрист Juscutum заявила, що Закон Савченко послідовно порушує права людини, ідучи шляхом найменшого спротиву (звільняючи засуджених замість реформування системи попереднього ув'язнення). Крім того, вона очікує поширення серед адвокатів тактики затягування процесу.

### Звільнення відомих злочинців
Прийняття закону Савченко покликало за собою звільнення багатьох засуджених за тяжкі та особливо тяжкі злочини. Серед них виявились і ті особи, затримання та засудження яких супроводжувалось широким суспільно-медійним резонансом. Зокрема, були звільненні від подальшого відбуття покарання:
- Ігор Зварич — колишній суддя та голова Львівського апеляційного адміністративного суду, засуджений у 2011 році до 10 років позбавлення волі за хабарництво в особливо великих розмірах (майже 1 мільйон гривень[21]). Був затриманий в 2008 та перебував під вартою 3 роки, які згідно із законом Савченко були зараховані як 6 років. Мав звільнитись у 2018 році, не добув 2 роки позбавлення волі.
- Андрій Слюсарчук — шахрай, що завдяки численним телевізійним програмам здобув славу людини з начебто феноменальними здібностями. Взятий під варту 14 листопада 2011 року, 14 лютого 2014 року засуджених до 8 років позбавлення волі. Перебував під вартою 2 роки і 3 місяці, які за законом Савченко були зараховані як 4 роки 6 місяців. Мав звільнитись 14 листопада 2019 року, звільнений на 3 роки раніше визначеного судом строку.
- Віктор Лозінський — український політик, колишній народний депутат ВР України 6-го скликання. Засуджений за вбивство на полюванні селянина Валерія Олійника. Затриманий 1 березня 2010 року, 10 січня 2011 року засуджених до 15 років позбавлення волі, 9 квітня 2012 року апеляційна інстанція зменшила строк покарання до 14 років, а 25 березня 2013 року Вищий спеціальний суд України з розгляду цивільних і кримінальних справ в порядку касаційного оскарження перекваліфікував дії Лозінського із умисного вбивства на хуліганство, зменшивши строк покарання до 10 років позбавлення волі. Мав бути звільнений 1 березня 2020 року, перебував під вартою до набуття вироком законної сили 2 роки і 18 днів, які були зараховані за законом Савченко як 4 роки і 36 днів. Звільнений 6 квітня 2016 року, менш як на 4 роки від строку, визначеного судом.
- Валерій Кірсанов — коригувальник обстрілу Маріуполя у січні 2015 року, якого у червні 2019 засудили до 9 років в'язниці. Проте, 15 серпня того ж року вийшов на свободу[22].

## Спроби скасування та зміни
- 15 листопада 2016 року Верховна Рада України у першому читанні розглядала законопроєкти № 4538 «Про внесення змін до Кримінального кодексу України (щодо правил зарахування строку попереднього ув'язнення)» авторства Антона Яценка, яким пропонувалось не застосовувати норми закону Савченко для осіб, які вчинили тяжкі та особливо тяжкі злочини. Законопроєкт Яценка був підтриманий 142 голосами, таким чином не був ухвалений[23]. Того ж дня розглядався законопроєкт № 4032 «Проект Закону про внесення змін до Кримінального кодексу України (щодо удосконалення порядку зарахування судом строку попереднього ув'язнення у строк покарання)» за авторством Борислава Берези та Ігоря Луценка, який містив аналогічні норми. Цей законопроєкт був підтриманий 155 голосами народних депутатів за необхідних 226 голосів[24].
- 13 квітня 2017 депутати не підтримали законопроєкт «Про внесення змін до статті 72 Кримінального кодексу України щодо удосконалення порядку зарахування строку попереднього ув'язнення» (№ 5259) в цілому (за нього проголосували 209 народних депутатів із 297, зареєстрованих у сесійній залі) і двічі не змогли повернутися до голосування за нього[25].

### Остаточне скасування
18 травня 2017 року Верховна Рада проголосувала за скасування закону. 17 червня відповідний закон був підписаний Президентом Петром Порошенком.
Надія Савченко прокоментувала скасування закону, найменованого на її честь, заявивши, що буде ініціювати звернення до КСУ щодо визнання закону про скасування неконституційним.